# Гуґін і Мунін (Marvel Comics)
Гуґін і Мунін (англ. Hugin and Munin) — вигадані персонажі, що з'являлись на сторінках коміксів, виданих американським видавництвом Marvel Comics.
В їх основі лежать однойменні круки з германо-скандинавської міфології.

## Історія публікації
Гуґін і Мунін, обидва, вперше з'явились в коміксі «Thor» #274 (серпень 1978) та були адаптовані з міфології Джоном Бушемою та Роєм Томасом.
Згодом фігурували такі персонажі в таких творах, як: «Thor» #276, #300, #338-339, #341-344, #371, #373-375, #379, #381, #478, #484 (жовтень 1978-липень 1987). Також круки були в коміксах: «The Avengers» #310 (листопад 1989), «Thor» Том 2 #45 (березень 2002), «Thor: Man of War» #1 (січень 2009), «Marvel Pets Handbook» #1 (серпень 2009), «Thor and the Warriors Four» #2 (липень 2010), «The Official Handbook of the Marvel Universe A-Z» #14 (серпень 2010), «Thor and the Warriors Four» #4 (вересень 2010), «Thor» #618 (лютий 2011), «Loki» Том 2 #3 (квітень 2011), «Thor» #620 (квітень 2011), «The Mighty Thor» #1 (червень 2011), «Fear Itself» #1 (червень 2011), «Journey into Mystery» #622 (червень 2011), «The Mighty Thor» #2 (липень 2011), «Fear Itself» #2 (липень 2011), «Journey into Mystery» #629 (грудень 2011) and «Avengers Origins: Thor» #1 (січень 2012).

## Вигадана біографія
Мунін і Гуґін — брати-круки Одіна. Він щодня посилає їх у Дев'ять царств, щоб дізнатися, що там відбувається. Саме вони сповіщають Одіна про прихід Раґнарока.
Був час, коли птахи потрапили в Муспельгейм після того, як Одін відправив їх подорожувати у володіння демонів і відкрити таємницю свого походження. Одін вирізьбив на їхніх кігтях руни, щоб вони могли проходити крізь будь-які перепони. Коли вони дістаються до місця призначення, Суртур відчуває їх появу і починається бій.

## Інші версії

### Ultimate Marvel
В Ultimate Marvel ворони з'являються в коміксах «Ultimate Comics: Thor», приквелі до «The Ultimates», який досліджує походження Тора в передісторії, більш вірній скандинавським міфологічним історіям. Вони з'являються разом з Одіном і гинуть під час Раґнарока.

## Поза коміксами

### Телебачення
Гуґін і Мунін з'явились в анімаційному телевізійному серіалі «Месники: Могутні герої Землі», епізоді «Облога Асґарду».

### Кіно

#### Кіновсесвіт Marvel
- Гуґіна і Муніна можна коротко побачити у фільмі 2011 року «Тор» від кінокомпанії Marvel Studios. Вони з'являються на початку на коронації Тора, сидячи на троні Одіна і в кімнаті Одіна, коли він перебуває в стані сну[4].
- Вони з'являються у фільмі «Месники» 2012 року, коли Тор забирає Локі з Квінджету Щ.И.Т. і вони сперечаються на вершині гори.
- У фільмі «Тор: Царство темряви» один з круків сидить на руці Одіна.